# Jules Cantini
Jules Cantini fue un escultor, marmolista y mecenas francés, nacido el 2 de febrero de 1826  en Marsella y fallecido el 12 de diciembre de 1916 en la misma ciudad. 

## Datos biográficos

### Juventud
Su padre, Gaétan Cantini, era un albañil de origen italiano que trabajó en la demolición del acueducto de la porte d’Aix en 1823 con el fin de construir el arco de triunfo que lo reemplazó. Con su mujer, Thérèse Farci, se instaló en la rue Longue des capucins y tuvieron numerosos hijos, de los que Jules fue el menor. Huérfano desde los 5 años, Jules Cantini entró en 1837 en la escuela de dibujo. El 30 de septiembre de 1856 contrajo matrimonio con Rose Lemasle.

## Obras
Entre las obras destacadas de Jules Cantini encontramos:
- El altar mayor de la iglesia de Santa-Agata des Camoins (fr).
- "Fontaine Cantini en la Place Castellane, 1911"

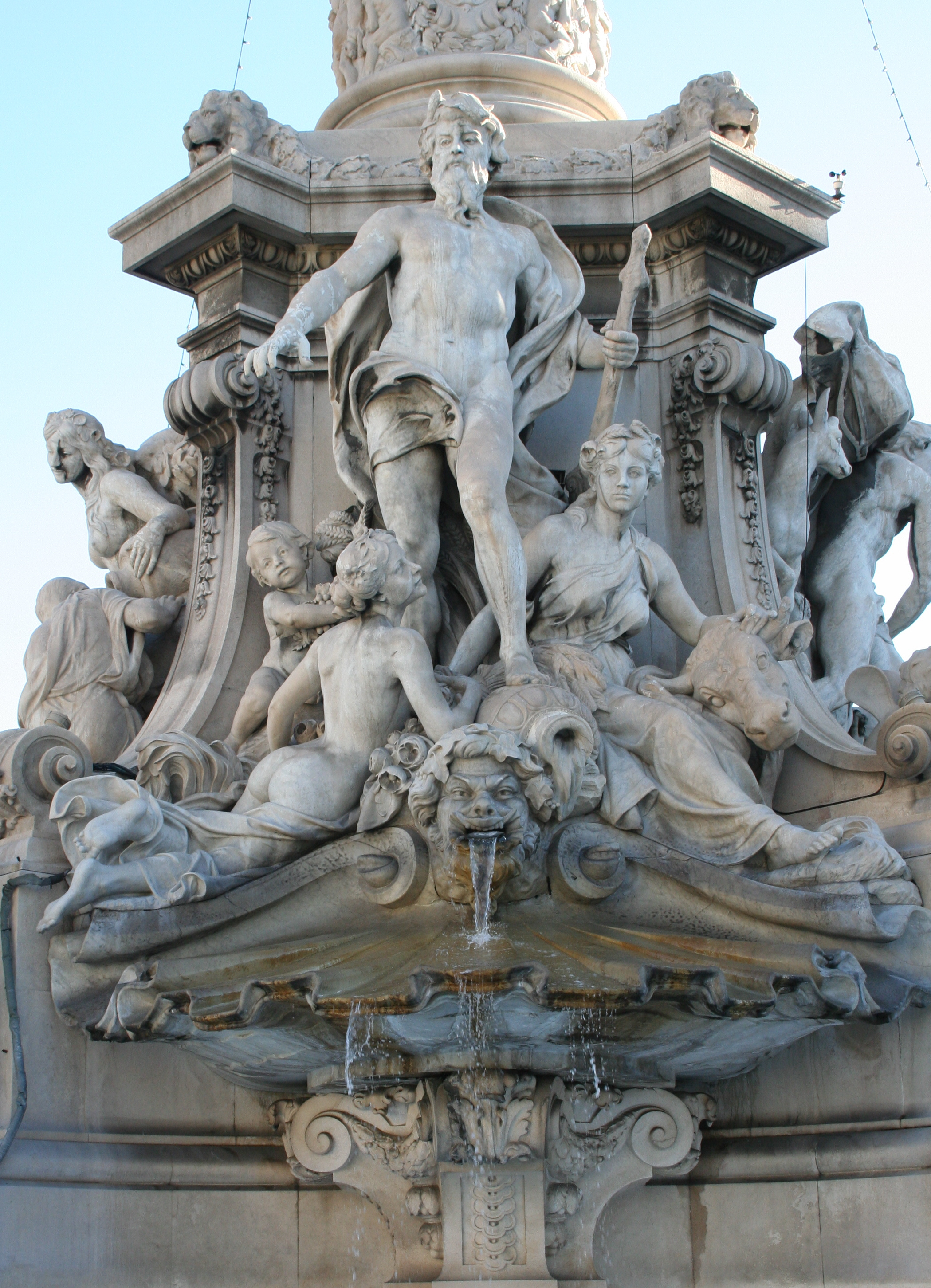
Le Rhône
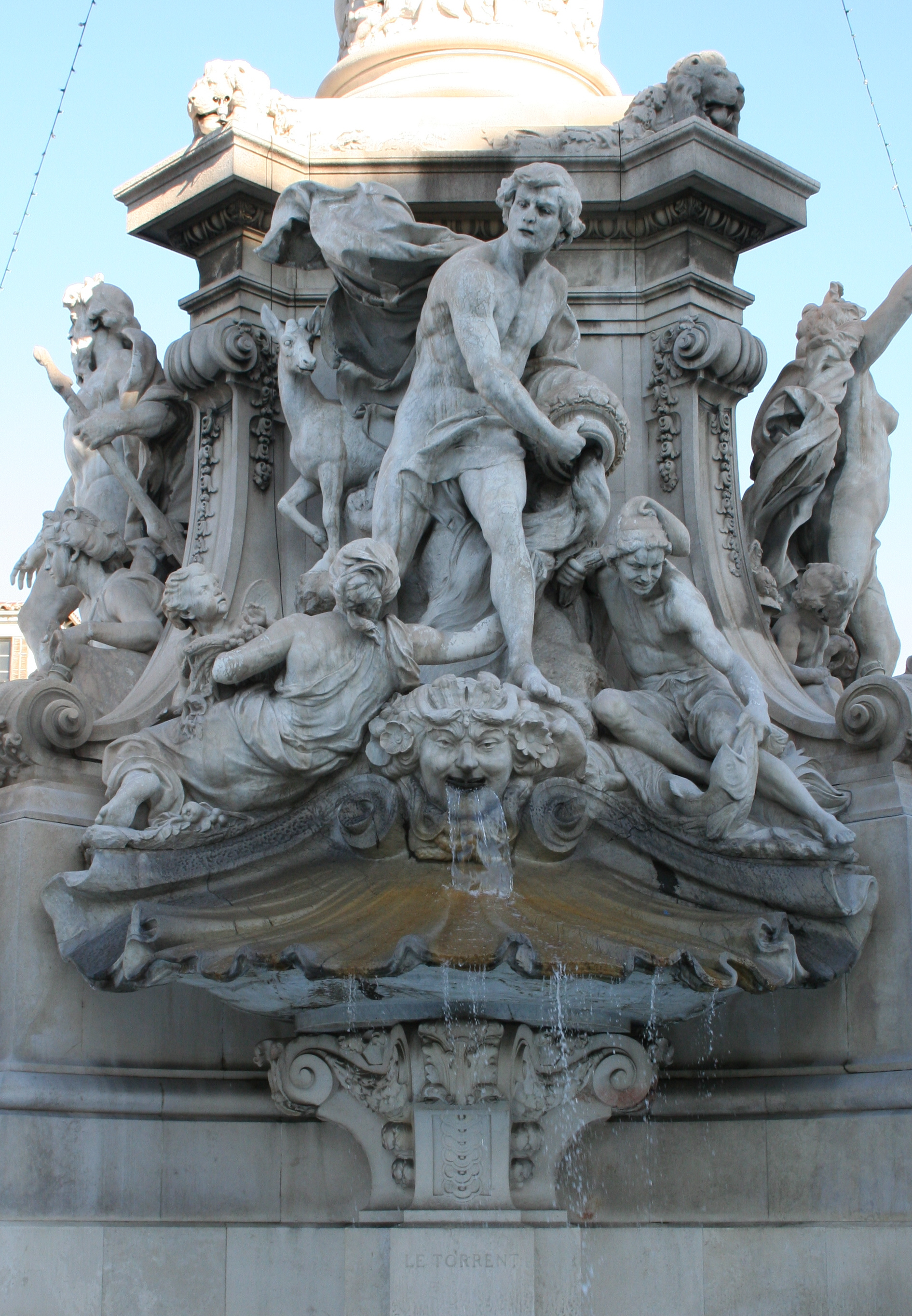
Le torrent
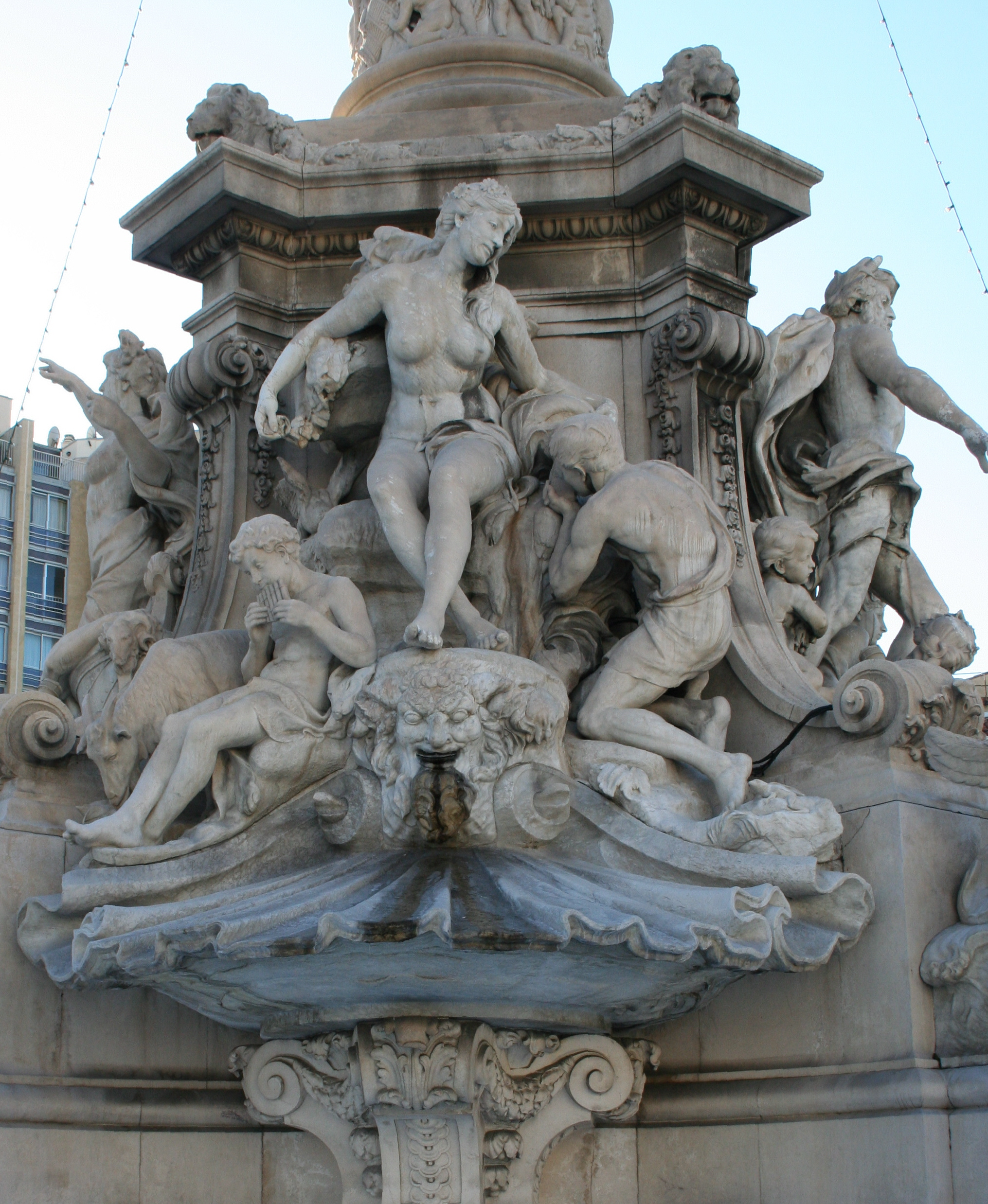
La source
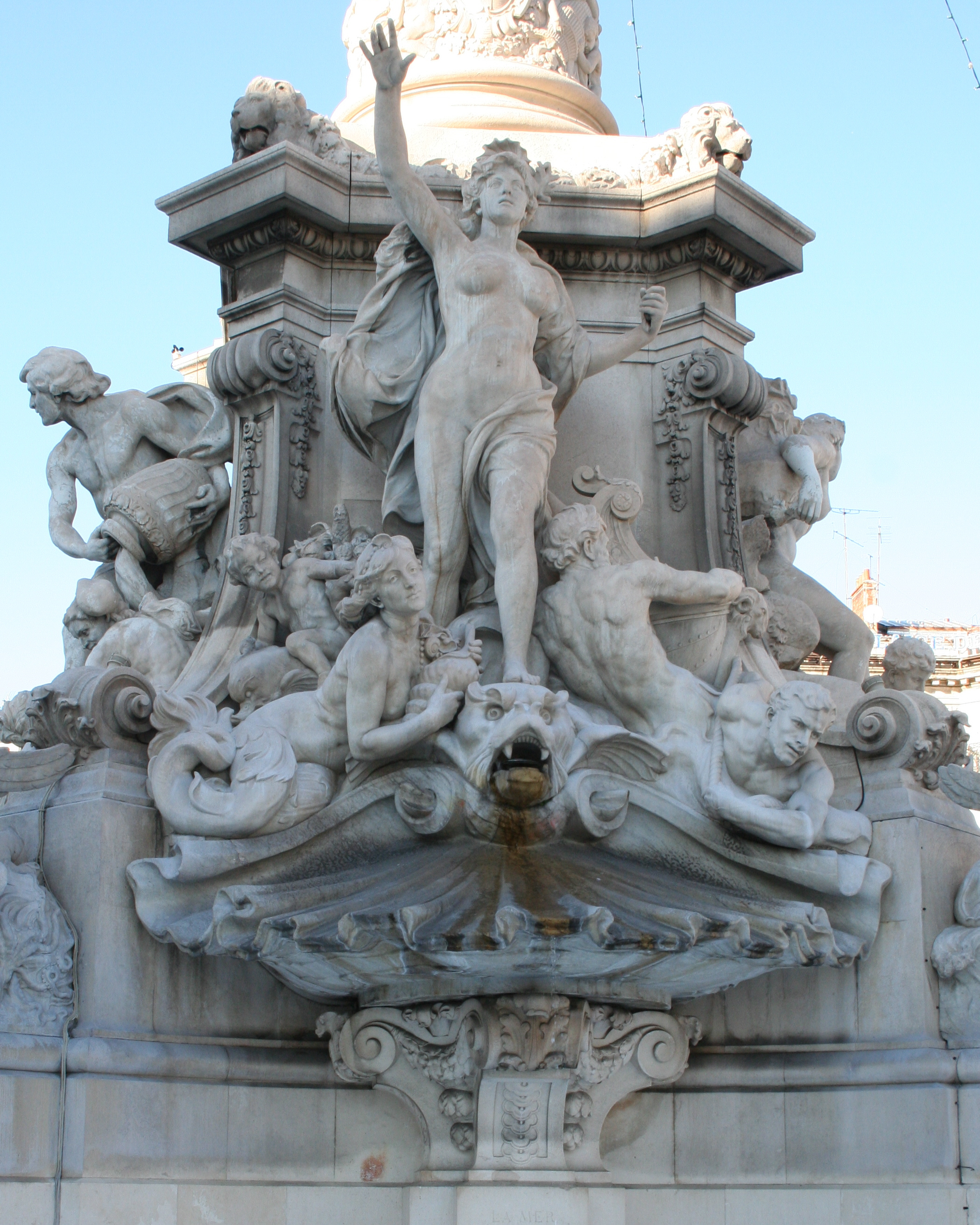
Amphitrite